# Confederazione dei Comitati di Base
La Confederazione dei Comitati di Base, o Confederazione Cobas, oppure ConfCobas, è una confederazione sindacale nata nel 1999 dalla fusione di Cobas Scuola (nati nel 1986-87) e Coordinamento nazionale Cobas.
Si propone di dotare di una rete organizzativa comune tutti i comitati di base (per l'appunto Co.Bas, o Cobas) che ne condividano l'orientamento e che vi vogliano aderire.
La natura fortemente politica e culturale, oltre che sindacale, della Confederazione Cobas ne fa a tutti gli effetti un soggetto politico, collocabile alla sinistra delle confederazioni sindacali CGIL, CISL e UIL, in reazione alle quali nacquero i primi Comitati di Base nei primi anni '80.
Il portavoce riconosciuto della Confederazione Cobas è Piero Bernocchi, portavoce dei Cobas Scuola.
La Confederazione Cobas è organizzata in 4 federazioni: Scuola, Pubblico Impiego, Sanità Ricerca e Università, Lavoro Privato (che raccoglie tutti i comparti del Privato tra cui TLC, Energia, Chimici, Cooperative Sociali, Trasporti, Poste, Metalmeccanici, Autostrade,Vigilanza privata) e da poco sta procedendo alla costituzione della Federazione Pensionati.